# Hélder de Souza
Hélder de Souza (n. 28 noiembrie 1901, Regatul Portugaliei) a fost un călăreț ce a reprezentat Portugalia, medaliat olimpic. A participat la 3 ediții ale Jocurilor Olimpice (1924, 1928, 1948) în care a câștigat o medalie de bronz.